# Nunatta Atuagaateqarfia
Die Nunatta Atuagaateqarfia („Grönlands (Unseres Landes) Bibliothek“, dänisch Det grønlandske Landsbibliotek) ist die Landesbibliothek Grönlands mit Sitz in der Hauptstadt Nuuk. Eine Unterabteilung der Bibliothek ist die Groenlandica, die Nationalbibliothek von Grönland. Zu ihrem Bestand zählten 2020 rund 50.800 Materialien.

## Geschichte
Auf Initiative des Philologen Carl Christian Rafn wurde 1829 eine Leihbuchsammlung in Nuuk gegründet. Bei der Gründung bestand sie aus 82 Büchern. 1845 wurde Grønlands Seminarium gegründet, wo ebenfalls eine Bibliothek entstand. 1854/55 wurde die alte Leihbuchsammlung, die mittlerweile 1019 Bücher umfasste, ans Seminarium überführt. Zusammen kamen beide Sammlungen auf rund 1400 Bücher. Die Bibliothek wurde vom ansässigen Missionar verwaltet, aber nach der Schließung des Missionskollegiums 1860 und Rafns Tod 1864 verlor die Bibliothek an Bedeutung.
Von 1925 bis Anfang der 1930er Jahre wurde das grönländische Bibliothekswesen auf Initiative des dänischen Bibliotheksdirektors Thomas Døssing und des Leiters der Königlichen Bibliothek Carl S. Petersen reorganisiert. Bücher aus der Bibliothek in Nuuk wurden in andere Städte gegeben, um dort lokale Bibliotheken errichten zu können. Dazu wurde eine Wanderbücherei eingeführt.
1954 ließ Bibliotheksdirektor Robert L. Hansen erneut das grönländische Bibliothekswesen reorganisieren, wozu der Bibliotheksberater Mogens Iversen nach Grönland gesandt wurde. 1956 wurde Hans Westermann als erster professioneller Bibliothekar in Grönland angestellt, wo er die Bibliothek in Nuuk übernahm, die zu diesem Zeitpunkt vom Katecheten Motzfeldt Hammeken geleitet wurde. Dadurch wurde die Bibliothek zur grönländischen Landesbibliothek. Westermann registrierte die Bibliotheksbestände und kümmerte sich um regelmäßige Neuanschaffungen. Ab 1957 galt eine Pflichtexemplarregelung, womit die Groenlandica als Nationalbibliothek entstand. 1958 wurden 4000 Werke aus der Privatbibliothek William Thalbitzers erworben. 1961 wurde die stark wachsende Bibliothek ausgebaut und 1967 wurde eine Zweigstelle in Nuuk gegründet.
Bei weiteren Ausbauten, unter anderem zur Sicherung des Brandschutzes, brach am 9. Februar 1968 ein Gasbrand aus. Wegen der Explosionsgefahr bestand keine Möglichkeit, die rund 26.000 Bücher, davon 6000 der Groenlandica, zu retten, die zum größten Teil verbrannten. Ein weiterer Teil wurde durch Löschwasser beschädigt. Unter den Verlusten war unter anderem der Registerkatalog und ein Teil der Manuskripte Samuel Kleinschmidts. Der größte Teil dieser war jedoch nur durch Löschwasser beschädigt und im eisigen Wetter zu Eisklumpen zusammengefroren und wurde wie weitere nicht verbrannte Werke zur Restaurierung nach Dänemark geschickt. Der Neuaufbau der Bibliothek geschah vor allem auf Basis von Knud Oldendows Privatbibliothek. Die Bücher wurden teilweise in Kopenhagen, teilweise in der Zweigstelle aufbewahrt.
Erst 1975 wurde mit dem Bau einer neuen Bibliothek begonnen, die 1976 abgeschlossen wurden. 1979 wurde die Pflichtexemplarregelung wieder eingeführt. 1986 erschien ein neuer Bibliothekskatalog. 1993 wurde das Karteisystem digitalisiert, sodass fortan mit Computern nach Werken gesucht werden konnte. Seit 2007 ist das Register online zugänglich. 2008 wurde die Groenlandica mit ihren 16.000 Werken auf den neuen Campus Ilimmarfik des Ilisimatusarfik ausgelagert. Seit 2009 kann das Bibliotheksregister auch auf Grönländisch durchsucht werden.

## Bibliotheksleiter
- 1956–1985: Hans Westermann
- 1985–1990: Keld Lund
- 1990–1994: Marianne Olsen
- seit 1994: Elisa Jeremiassen, später Petersen